# Eparchie Západní Kanady
Eparchie Západní Kanady je jedna z eparchií Ukrajinské pravoslavné církve v Kanadě.

## Historie a území
Eparchie byla zřízena 8. srpna 1951. Do roku 1959 byla neobsazena.
Zahrnuje provincie Alberta a Britská Kolumbie.
Eparchiálnímu biskupovi náleží titul arcibiskup edmontonský a Západní Kanady'.

## Seznam biskupů
- 1959–1975 Andrej (Metjuk)
- 1975–1984 Borys (Jakovkevyč)
- 1985–2005 John (Stinka)
- 2008–2022 Ilarion (Rudnyk)